# Isotopes du dubnium
Le dubnium (Db, numéro atomique 105) est un élément synthétique qui n'a par conséquent pas de masse atomique standard. Comme tous les éléments synthétiques, il ne possède aucun isotope stable. Le premier isotope à avoir été synthétisé est 261Db, en 1968. Treize radioisotopes sont connus, compris entre 255Db et 270Db et 1–3 isomères. L'isotope connu du dubnium ayant la plus longue demi-vie est 268Db ; sa demi-vie est de 29 heures.

## Table
| Symbole du nucléide | Z(p)                 | N(n)                 | Masse isotopique (u) | Demi-vie                    | Modes de désintégration, | Isotope(s) fils | Spin nucléaire |
| Symbole du nucléide | Énergie d'excitation | Énergie d'excitation | Énergie d'excitation | Demi-vie                    | Modes de désintégration, | Isotope(s) fils | Spin nucléaire |
| ------------------- | -------------------- | -------------------- | -------------------- | --------------------------- | ------------------------ | --------------- | -------------- |
| 255Db               | 105                  | 150                  | 255,10707(45)#       | 1,7(5) s                    | α (~80%)                 | 251Lr           |                |
| 255Db               | 105                  | 150                  | 255,10707(45)#       | 1,7(5) s                    | FS (~20%)                | (divers)        |                |
| 256Db               | 105                  | 151                  | 256,10789(26)#       | 1,9(4) s [1,6(+5−3) s]      | α (~64%)                 | 252Lr           |                |
| 256Db               | 105                  | 151                  | 256,10789(26)#       | 1,9(4) s [1,6(+5−3) s]      | FS (~0.02%)              | (divers)        |                |
| 256Db               | 105                  | 151                  | 256,10789(26)#       | 1,9(4) s [1,6(+5−3) s]      | β+ (~36%)                | 256Rf           |                |
| 257Db               | 105                  | 152                  | 257,10758(22)#       | 1,53(17) s [1,50(+19−15) s] | α (>94%)                 | 253Lr           | (9/2+)         |
| 257Db               | 105                  | 152                  | 257,10758(22)#       | 1,53(17) s [1,50(+19−15) s] | FS (<6%)                 | (divers)        | (9/2+)         |
| 257Db               | 105                  | 152                  | 257,10758(22)#       | 1,53(17) s [1,50(+19−15) s] | β+ (1%)                  | 257Rf           | (9/2+)         |
| 257mDb              | 140(100)# keV        | 140(100)# keV        | 140(100)# keV        | 0,67(6) s                   | α (>87%)                 | 253Lr           | (1/2−)         |
| 257mDb              | 140(100)# keV        | 140(100)# keV        | 140(100)# keV        | 0,67(6) s                   | FS (<13%)                | (divers)        | (1/2−)         |
| 257mDb              | 140(100)# keV        | 140(100)# keV        | 140(100)# keV        | 0,67(6) s                   | β+ (1#%)                 | 257Rf           | (1/2−)         |
| 258Db               | 105                  | 153                  | 258,10929(33)#       | 4,5(4) s                    | α (64%)                  | 254Lr           |                |
| 258Db               | 105                  | 153                  | 258,10929(33)#       | 4,5(4) s                    | β+ (36%)                 | 258Rf           |                |
| 258Db               | 105                  | 153                  | 258,10929(33)#       | 4,5(4) s                    | FS (<1%)                 | (divers)        |                |
| 258mDb              | 60(100)# keV         | 60(100)# keV         | 60(100)# keV         | 1,9(5) s                    | β+                       | 258Rf           |                |
| 258mDb              | 60(100)# keV         | 60(100)# keV         | 60(100)# keV         | 1,9(5) s                    | TI (rare)                | 258Db           |                |
| 259Db               | 105                  | 154                  | 259,10949(6)         | 0,51(16) s                  | α                        | 255Lr           |                |
| 260Db               | 105                  | 155                  | 260,1113(1)#         | 1,52(13) s                  | α (>90,4%)               | 256Lr           |                |
| 260Db               | 105                  | 155                  | 260,1113(1)#         | 1,52(13) s                  | FS (<9.6%)               | (divers)        |                |
| 260Db               | 105                  | 155                  | 260,1113(1)#         | 1,52(13) s                  | β+ (<2,5%)               | 260Rf           |                |
| 260mDb              | 200(150)# keV        | 200(150)# keV        | 200(150)# keV        | 19 s                        |                          |                 |                |
| 261Db               | 105                  | 156                  | 261,11192(12)#       | 4,5(1,1) s                  | FS (73%)                 | (divers)        |                |
| 261Db               | 105                  | 156                  | 261,11192(12)#       | 4,5(1,1) s                  | α (27%)                  | 257Lr           |                |
| 262Db               | 105                  | 157                  | 262,11407(15)#       | 35(5) s                     | FS (~67%)                | (divers)        |                |
| 262Db               | 105                  | 157                  | 262,11407(15)#       | 35(5) s                     | α (~30%)                 | 258Lr           |                |
| 262Db               | 105                  | 157                  | 262,11407(15)#       | 35(5) s                     | β+ (3#%)                 | 262Rf           |                |
| 263Db               | 105                  | 158                  | 263,11499(18)#       | 29(9) s [27(+10−7) s]       | FS (~56%)                | (divers)        |                |
| 263Db               | 105                  | 158                  | 263,11499(18)#       | 29(9) s [27(+10−7) s]       | α (~37%)                 | 259Lr           |                |
| 263Db               | 105                  | 158                  | 263,11499(18)#       | 29(9) s [27(+10−7) s]       | β+ (~6,9%)               | 263Rf           |                |
| 266Db               | 105                  | 161                  | 266,12103(30)#       | 80(70) min                  | FS                       | (divers)        |                |
| 266Db               | 105                  | 161                  | 266,12103(30)#       | 80(70) min                  | CE                       | 266Rf           |                |
| 267Db               | 105                  | 162                  | 267,12247(44)#       | 4,6(3,7) h                  | FS                       | (divers)        |                |
| 268Db               | 105                  | 163                  | 268,12567(57)#       | 30,8(5,0) h                 | FS (~100%)               | (divers)        |                |
| 268Db               | 105                  | 163                  | 268,12567(57)#       | 30,8(5,0) h                 | CE                       | 268Rf           |                |
| 270Db               | 105                  | 165                  | 270,13136(64)#       | 1,1 (+1,5−0,4) h            | FS (17%)                 | (divers)        |                |
| 270Db               | 105                  | 165                  | 270,13136(64)#       | 1,1 (+1,5−0,4) h            | α (83%)                  | 266Lr           |                |

1. ↑  Abréviations :
CE : capture électronique
TI : transition isomérique
FS : fission spontanée
2. 1 2  L'existence de cet isomère n'est pas confirmée.
3. ↑  Nucléide le plus lourd connu à subir une désintégration β+.
4. ↑  Pas directement synthétisé, fait partie de la chaîne de désintégration de 282Nh.
5. ↑  Pas directement synthétisé, fait partie de la chaîne de désintégration de 287Mc.
6. ↑  Pas directement synthétisé, fait partie de la chaîne de désintégration de 288Mc.
7. ↑  Nucléide le plus lourd connu à subir une capture électronique.
8. ↑  Pas directement synthétisé, fait partie de la chaîne de désintégration de 294Ts.